# Benjamin Boss
Benjamin Boss (Albany, 9 de janeiro de 1880 — Albany, 1970) foi um astrônomo estadunidense.
Filho de Lewis Boss e Helen M. Boss. Após frequentar a The Albany Academy, graduou-se pela Universidade Harvard em 1901, depois trabalhou no Observatório Dudley até 1905. Apóss passar um ano no Observatório Naval dos Estados Unidos em Washington, D.C., foi diretor do Observatório Naval dos Estados Unidos em Samoa, de 1906 a 1908.
Em 1908 foi membro do "Department of Meridian Astrometry" do Carnegie Institution for Science, trabalhando como secretário até 1912, depois como diretor atuante até 1915, quando foi então diretor. Também foi diretor do Observatório Dudley desde 1915. O foco de seu trabalho foi a astronomia posicional, particularmente a posição e o movimento de estrelas.
Seu pai foi editor do Astronomical Journal, de 1909 até falecer em 1912, cargo então assumido por Benjamin até 1941. Em 1936 seu General Catalogue of 33.342 Stars foi publicado pela Carnegie Institution de Washington, D.C. Esta publicação substituiu o Preliminary General Catalogue of 6.188 stars de Lewis Boss, sendo então sonhecida como Boss General Catalogue. As denominações de estrelas iniciando com GC são oriundas deste catálogo.

## References
- Boss, Benjamin (2007). «Benjamin Boss». Dudley Observatory. Consultado em 4 de maio de 2011